# Alberto Pérez
Alberto Pérez, nome artístico de José Alberto Perez Fernandez (Rio de Janeiro, 14 de maio de 1924 – Rio de Janeiro, 26 de junho de 2002) foi um ator, dublador, diretor de dublagem e produtor brasileiro. Descendente de espanhóis, iniciou a carreira no início da década de 1940, no teatro. No cinema fez estreia em 1944, no filme Gente Honesta, de Moacyr Fenelon.
Como dublador, iniciou por volta de 1958 na Herbert Richers. Já na década de 1960, passou também pela Rio Som, Cinecastro, e TV Cinesom. 
Faleceu aos 78 anos, na cidade do Rio de Janeiro.

## Filmografia

### Televisão
| Ano  | Título                          | Personagem         | Notas                              |
| ---- | ------------------------------- | ------------------ | ---------------------------------- |
| 1999 | Terra Nostra                    | Sócio de Francesco |                                    |
| 1997 | A Indomada                      | Juiz de Paz        |                                    |
| 1996 | Quem É Você?                    | Samuel "Vô Samuca" |                                    |
| 1996 | Você Decide                     | —                  | Episódio: "A Pequena Herdeira"     |
| 1995 | Escolinha do Professor Raimundo | Geninho            |                                    |
| 1995 | A Próxima Vítima                | Dr. Campos         |                                    |
| 1994 | A Viagem                        | Juiz               |                                    |
| 1994 | Você Decide                     | —                  | Episódio: "A Expulsão do Paraíso"  |
| 1994 | Caso Especial                   | Eugênio            | Episódio: "A Desinibida do Grajaú" |
| 1986 | Chico Anysio Show               | —                  |                                    |
| 1985 | A Gata Comeu                    | Professor Valadão  |                                    |
| 1983 | Caso Verdade                    | Mágica             | Episódio: "Uma História de Amor"   |
| 1981 | Terras do Sem Fim               | Dr. Jessé Freitas  |                                    |
| 1981 | Obrigado, Doutor                | Alcino             | Episódio: "Um Cidadão em Perigo"   |
| 1976 | Duas Vidas                      | Raul Barbosa       |                                    |
| 1976 | Vejo a Lua no Céu               | Seu Pedro          |                                    |
| 1975 | Senhora                         | Sr. Lemos          | [ 5 ]                              |
| 1970 | E Nós, Aonde Vamos?             | Albianco           |                                    |
| 1969 | O Retrato de Laura              | —                  | [ 6 ]                              |
| 1969 | Enquanto Houver Estrelas        | Artur              |                                    |
| 1959 | Trágica Mentira                 | —                  |                                    |
| 1958 | O Jovem Dr. Ricardo             | —                  |                                    |
| 1957 | A Canção de Bernadete           | —                  |                                    |
| 1955 | As Professoras                  | —                  |                                    |

### Cinema
| Ano  | Título                  | Personagem     |
| ---- | ----------------------- | -------------- |
| 1962 | Bom Mesmo É Carnaval    | Dr. Alberto    |
| 1961 | Mulheres, Cheguei!      | Joe            |
| 1959 | O Homem do Sputnik      | Alberto        |
| 1956 | Com Água na Boca        | Milton         |
| 1956 | Fuzileiro do Amor       | Doido Tampinha |
| 1955 | O Primo do Cangaceiro   | —              |
| 1946 | Sob a Luz do Meu Bairro | —              |
| 1944 | Gente Honesta           | Paulo Santos   |